# 91号加利福尼亚州州道
91号加利福尼亚州州道（英語：California State Route 91, SR 91）是大洛杉矶地区一条东西方向的加利福尼亚州州道。全长59.045英里。